# بوسکو دیوروفسکی

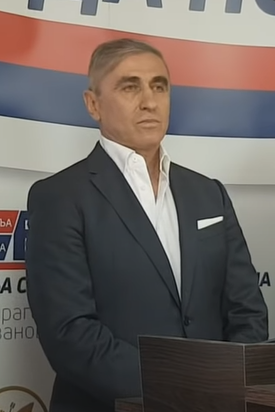
بازیکن تیم ملی مقدونیه

بوسکو دیوروفسکی (۲۸ دسامبر ۱۹۶۱) یک بازیکن فوتبال اهل مقدونیه است. وی همچنین در تیم ملی فوتبال مقدونیه بازی کرده‌است.
از باشگاه‌هایی که در آن بازی کرده‌است می‌توان به باشگاه فوتبال ستاره سرخ بلگراد، باشگاه فوتبال سروت ۱۸۹۰ اشاره کرد.